# Louis Bourgeat
Louis Bourgeat est un homme politique français né le 9 novembre 1840 à Agen (Lot-et-Garonne) et décédé le 27 mars 1902 à Lamagistère (Tarn-et-Garonne)

## Biographie
Maire de Lamagistère de 1872 à 1902, conseiller général de canton de Valence-d'Agen, il est sénateur de Tarn-et-Garonne de 1897 à 1902. Il siège au groupe de l'Union républicaine. Il est secrétaire du Sénat de 1900 à 1902.

## Sources
- Ressources relatives à la vie publique :   - base Léonore
  - Sénat
- « Louis Bourgeat », dans le Dictionnaire des parlementaires français (1889-1940), sous la direction de Jean Jolly, PUF, 1960 [détail de l’édition]